# Kik Pierie
Kik Pierie (Boston, 20 juli 2000) is een Nederlands-Amerikaans voetballer die doorgaans als verdediger speelt. Hij verruilde medio 2023 Ajax voor Excelsior.

## Carrière

### sc Heerenveen
Pierie werd geboren in Boston, in de Verenigde Staten uit Nederlandse ouders en groeide op in Nederland. Hij is een zoon van oud-hockeyinternational Jean-Pierre Pierie, die een jaar lang chirurg was binnen het ziekenhuis van de Harvard-universiteit. Na een jaar in Boston keerden Pierie, zijn broer en zijn ouders terug naar hun oude woonplaats Zeist. Toen hij vijf was verhuisde het gezin naar Leeuwarden.
Pierie speelde in de jeugd van LAC Frisia 1883 en sc Heerenveen. Bij sc Heerenveen zat hij als C-junior op de bank bij de bekerfinale voor A-junioren en werd hij regelmatig geselecteerd voor Nederlandse jeugdelftallen. Vanaf eind 2016 zat hij enkele malen op de bank bij het eerste elftal van sc Heerenveen. Hij was tijdens dat seizoen de jongste speler die ingeschreven stond in een Eredivisieselectie.
Pierie debuteerde op 17 mei 2017 in het betaald voetbal, in de met 1-3 verloren halve finale van de play-offs om Europees voetbal tegen FC Utrecht. Hij kwam in de 46e minuut in het veld voor Jerry St. Juste. Pierie debuteerde op 26 augustus 2017 ook in de Eredivisie, tijdens een met 1-2 gewonnen wedstrijd uit bij ADO Den Haag. De Britse krant The Guardian noemde Pierie in oktober 2017 een van de zestig meest veelbelovende jonge spelers in de wereld. Gedurende het seizoen 2017/18 groeide hij uit tot basisspeler bij sc Heerenveen.

### Ajax
Pierie tekende op 17 april 2019 een contract tot medio 2024 bij Ajax, dat naar verluidt vier miljoen euro voor hem betaalde aan sc Heerenveen. Op 27 juli 2019 won hij als bankzitter met Ajax de Johan Cruijff Schaal. In het seizoen 2019/20 speelde Pierie zijn wedstrijden bij Jong Ajax in de Keuken Kampioen Divisie.

### FC Twente
Tijdens het seizoen 2020/21 verhuurde Ajax Pierie aan FC Twente. Onder trainer Ron Jans kwam hij tot 24 competitiewedstrijden. Hij liep in de voorbereiding een blessure op, maar kon vanaf november rekenen op een basisplaats. De laatste vier wedstrijden van het seizoen miste hij door een hamstringblessure. In mei 2021 werd kwamen Ajax en Twente overeen om de verhuurperiode met een jaar te verlengen. Tijdens het seizoen 2021/22 werd hij door een hardnekkige rugblessure tot in februari aan de kant gehouden. Uiteindelijk zou hij dat seizoen maar drie wedstrijden spelen voor FC Twente.

### Excelsior
Nadat hij de eerste helft van het seizoen 2022/23 zijn wedstrijden speelde voor Jong Ajax, werd hij in de winter van 2023 gehuurd door Excelsior Rotterdam. Daar moest hij helpen om de ploeg in de Eredivisie te houden. Door een spierblessure kon hij pas op 8 april in een wedstrijd tegen PSV zijn debuut maken. Alle resterende zes wedstrijden hierna liet trainer Marinus Dijkhuizen hem in de basis starten. Met een assist en een doelpunt had de verdediger uiteindelijk toch een bijdrage in de handhaving van Excelsior dat jaar. De club nam hem vervolgens over van Ajax.

## Clubstatistieken
| Seizoen                     | Club           | Competitie     | Competitie | Competitie | Beker | Beker | Overig | Overig | Totaal | Totaal |
| Seizoen                     | Club           | Competitie     | Wed.       | Dlp.       | Wed.  | Dlp.  | Wed.   | Dlp.   | Wed.   | Dlp.   |
| --------------------------- | -------------- | -------------- | ---------- | ---------- | ----- | ----- | ------ | ------ | ------ | ------ |
| 2016/17                     | sc Heerenveen  | Eredivisie     | 0          | 0          | 0     | 0     | 2      | 0      | 2      | 0      |
| 2017/18                     | sc Heerenveen  | Eredivisie     | 31         | 0          | 1     | 0     | 2      | 0      | 34     | 0      |
| 2018/19                     | sc Heerenveen  | Eredivisie     | 31         | 2          | 4     | 0     | 0      | 0      | 35     | 2      |
| 2019/20                     | Jong Ajax      | Eerste divisie | 22         | 1          | 0     | 0     | 0      | 0      | 22     | 1      |
| 2020/21                     | → FC Twente    | Eredivisie     | 24         | 0          | 0     | 0     | 0      | 0      | 24     | 0      |
| 2021/22                     | → FC Twente    | Eredivisie     | 3          | 0          | 0     | 0     | 0      | 0      | 3      | 0      |
| 2022/23                     | Jong Ajax      | Eerste divisie | 15         | 1          | 0     | 0     | 0      | 0      | 15     | 1      |
| 2022/23                     | → Excelsior    | Eredivisie     | 7          | 1          | 0     | 0     | 0      | 0      | 7      | 1      |
| 2023/24                     | Excelsior      | Eredivisie     | 5          | 1          | 0     | 0     | 0      | 0      | 5      | 1      |
| 2024/25                     | Excelsior      | Eerste divisie | 15         | 2          | 1     | 0     | 0      | 0      | 16     | 2      |
| Carrièretotaal              | Carrièretotaal | Carrièretotaal | 153        | 8          | 6     | 0     | 4      | 0      | 163    | 8      |
| Bijgewerkt t/m 25 juni 2025 |                |                |            |            |       |       |        |        |        |        |

## Erelijst
Als speler
| Johan Cruijff Schaal | 1x | 2019 |